# Franjo Kulmer
Franjo Kulmer (Zagreb, 3. veljače 1806. – Beč, 16. studenog 1853.), hrvatski političar, barun.
Godine 1836. imenovan je predsjednikom banskog stola u Zagrebu. Barun Franjo Kulmer bio je oštar kritičar jugoslavenske ideje i protivnik povezivanja sa srpskim političarima. Političko rješenje Hrvatske tražio je u legitimističkoj politici spram bečke vlade. Bio je najutjecajniji hrvatski političar svoga doba na bečkome dvoru - na njegovo zauzimanje Josip Jelačić imenovan je banom.
Smatran je "najvećim reakcionarom u hrvatskoj politici" sredine 19. stoljeća. Primjerice, 1849. je predlagao hrvatskim političarima traženje ponovne uspostave kmetstva.